# Goodbye to Yesterday (песня Элины Борн и Стига Рясты)
«Goodbye to Yesterday» (с англ. — «Попрощаться с прошлым») — песня в исполнении эстонского дуэта Элины Борн и Стига Рясты, представлявшие Эстонию на «Евровидении-2015». В первом полуфинале песня занимает 3-е место со 105 баллами, и удачно проходит в финал, где заняли итоговое 7-е, получив 106 баллов.
Песня была выпущена в Эстонии 8 января 2015 года. Для Элины и Стига песня является дебютной в качестве дуэта, однако автор песни писал и продюсировал Элину перед победой в Eesti Laul 2015.

## Евровидение
21 февраля 2015 года дуэт получил право представлять Эстонию на «Евровидении-2015», с подавляющим преимуществом, причем 79 % из 90 000 голосов были отданы за троих суперфиналистов: Элину и Стига, Даниэля Леви и Элизы Колк. Эстония участвовала в первом полуфинале, который состоялся 19 мая 2015 года, пройдя в финал, прошедший 23 мая 2015 года, выступали под номером 4. По итогам голосования Эстония заняла 7-е место, набрав 106 баллов.

## Список композиций
| №  | Название               | Длительность |
| -- | ---------------------- | ------------ |
| 1. | «Goodbye to Yesterday» | 2:59         |

## Позиции в чартах

### Еженедельные чарты
| Чарт (2015)                         | Высшая позиция |
| ----------------------------------- | -------------- |
| Австрия (Ö3 Austria Top 40)         | 8              |
| Бельгия/Фландрия (Ultratop 50)      | 32             |
| Бельгия/Валлония (Ultratop 50)      | 42             |
| Эстония (Raadio Uuno)               | 1              |
| Финляндия (Suomen virallinen lista) | 2              |
| Германия (GfK)                      | 71             |
| Нидерланды (Single Top 100)         | 73             |
| Швеция (Sverigetopplistan)          | 51             |
| Швейцария (Schweizer Hitparade)     | 68             |
| Великобритания (OCC UK Indie)       | 18             |

## История релиза
| Страна         | Дата          | Формат           | Лейбл           |
| -------------- | ------------- | ---------------- | --------------- |
| Эстония        | 8 января 2015 | Digital download | Star Management |
| Великобритания | 8 января 2015 | Digital download | Star Management |